# Кантакузинова Библија
Кантакузинова Библија је први комплетни превод Библије на румунски језик (румунска ћирилица), објављен у Букурешту 1688. године.
Ова књига са свим библијским текстовима чини основу за развој писменог румунског језика, који је језик према румунским лингвистима из 19. века креолски jезик.
Године 1698. Атанасије Анђео (Попа) заређен је за архиепископа Ердеља, примајући посебне наредбе од Доситеја Нотариса (Јерусалимски патријарх) да наглас чита свето писмо на грчком или црквенословенском језику, као одговор на који је Атанасије прогласио уједињење Ердељске православне цркве (Источне католичке цркве) са Римском, избегавајући грчко-словенску контролу румунске цркве.
Редакција светог писма носи име Шербана Кантакузина. У време његове владе текст је штампан. Исте године, господар Влашке умро је у нејасним околностима.
Кантакузинова Библија штампана је тачно век после Острошке Библије. Текстови на латинском и црквенословенском језику преведени су 80-их година 17. века, а основни преводилачки текстови штампани су након 1648. године. (одмах након Ужгородске уније).